# Торговая МИФтерия
Торговая МИФтерия (англ. MYTH-Taken Identity) — пятнадцатый юмористический роман Роберта Асприна из серии «Миф», написанный им в соавторстве с Джоди Линн Най.

## Сюжет
К Аазу обращается группа разъяренных кредиторов с требованием покрыть огромный долг его партнера Скива, но в то, что Скив мог совершить огромное количество покупок, да еще и не заплатить за них, извергу поверить сложно. Тем не менее, беспокоить самого Скива Ааз не решается и отправляется вместе с Коррешем и Машей на Флиббер. Вместе они узнают, что торговле во флибберском Пассаже грозит огромная опасность. Встретив старых и обзаведясь новыми друзьями, пройдя через немало приключений, попробовав себя в новых амплуа, Ааз и его команда побеждают главаря преступного синдиката.

## Главные герои
- Скив — главный герой серии, в настоящее время заочно изучает основы магии, не участвует в жизни корпорации «М.И.Ф.», в книге появляются только оборотни, принимающие облик Скива;
- Ааз — маг из измерения Извр. Потерял магическую силу после призыва Гаркиным в своё измерение (Пент);
- Корреш — тролль, обладающий, несмотря на свою внешность и репутацию «сила есть — ума не надо» в других измерениях, незаурядным интеллектом;
- Маша — весьма колоритный представитель измерения Валлет, инструментальный маг, придворный маг королевства Поссилтум;
- Римбальди — джинн, владеющий самым стильным магазином одежды в Пассаже, оказавшимся также убежищем для орудующей там преступной группировки;
- Моа — флибберит, директор Пассажа;
- Парваттани — флибберит, самонадеянный начальник охраны Пассажа;
- Эскина — раттерьер из Ратиславии, офицер из отдела расследований ПОЛ-КОТА, а также отдела по борьбе с хорьками, чей профессионализм во многом способствовал победе над преступным синдикатом, по ходу сюжета соперничество с Парваттани переходит в любовь;
- Раттила — раттерьер из Ратиславии, уборщик в одном из научно-исследовательских институтов, ставший главарем синдиката, чтобы получить господство над всем Пассажем, всем Флиббером, а затем и над всеми измерениями.